# Goniaea vocans
Goniaea vocans är en insektsart som först beskrevs av Fabricius 1775.  Goniaea vocans ingår i släktet Goniaea och familjen gräshoppor. Inga underarter finns listade i Catalogue of Life.